# Nora (jméno)
Nora je ženské rodné jméno vzniklé několika různými cestami:
- zdrobnělina okcitánského jména Eleonora, jehož původ je nejasný.[1]
- zdrobnělina anglického a irského jména Honora, které vychází z latinského Honoria, které je zase ženskou podobou mužského jména Honorius, odvozeného z honor „čest, vážnost, důstojnost“.[2][3]
- ženská forma skandinávského jména Nore, které vychází ze staroseverského jména Nórri a dalších jmen obsahujících prvek nor „sever“.[4]
- možný přepis arabského ženského jména نورة Núra, odvozeného od نور núr „světlo“.[5]

Jméno je úzce spojováno s Norou Helmer, hlavní postavou Ibsenovy hry Domeček pro panenky.
V Česku je jméno poměrně oblíbeno a v roce 2016 žilo 381 jeho nositelek. Domácími podobami tohoto jména jsou Norka, Norča, Norina, Norinka, Noruš, Noruška, Norenka a Norena.
Jméno Nora je velmi oblíbené ve Skandinávii, především v Norsku kde se na počátku 21. století umísťovala na prvních příčkách jmen pro novorozené dívky.
Mezi různé podoby jména patří:
- Noirín (irsky)[6]
- Noor, Noortje (nizozemsky)[6]
- Noora (finsky)[6]
- Nora (anglicky, dánsky, irsky, italsky, lotyšsky, německy, nizozemsky, norsky, polsky, španělsky, švédsky)[6]
- Norah (anglicky, irsky)[7][6]
- Nóra (irsky, maďarsky)[7]
- Noreen (irsky)[6]
- Norina (italsky)[6]

## Známé nositelky jména
- Nora Bayes – americká zpěvačka
- Nora Fridrichová – reportérka zpravodajství České televize
- Norah Jones – americká zpěvačka a pianistka
- Nora Roberts – americká autorka ženských románů
- Nora Grundová – česká zpěvačka, překladatelka a novinářka, členka kapely Maya
- Nora Janečková – česká pedagožka a moderátorka
- Nora Mørk – norská házenkářka